# Ranuccio I Farnese, Duce de Parma
Ranuccio I Farnese (n. 28 martie 1569, Parma, Ducatul Parmei – d. 5 martie 1622, Parma, Ducatul Parmei) a domnit ca Duce de Parma, Piacenza și Castro din 1592. Un adept al monarhiei absolute, în 1594 Ranuccio a centralizat administrarea Parmei și Piacenzei, revocând astfel marile prerogative ale nobililor. El este cel mai bine cunoscut pentru "Marea Justiție" din 1612, când a existat un număr mare de execuții ale nobililor suspectați de complot împotriva lui.
Soț al Margheritei Aldobrandini, nepoata Papei Clement al VIII-lea, Ranuccio, fiul unei infante portugheze, a fost considerat ca un potențial rege al Portugaliei când unchiul său regele Henric a murit fără să lase moștenitori. Tronul, totuși, a trecut lui Filip al II-lea al Spaniei, ale cărui trupe au ocupat prompt țara după decesul lui Henric I.
Moartea regelui Henric a declanșat lupta pentru tronul Portugaliei când Ranuccio avea 11 ani. Ca fiu al fiicei mari a Infantelui Eduard, al 4-lea Duce de Guimarães, singurul fiu al regelui Manuel I, Ranuccio era, conform obiceiului feudal, primul moștenitor al tronului Portugaliei. Cu toate acestea, tatăl său a fost un aliat și chiar un supus al regelui spaniol, un alt pretendent, așa că drepturile lui Ranuccio nu au fost revendicate puternic. În schimb, sora mai mică a mamei lui Ranuccio, Caterina, Ducesă de Braganza, a pretins puternic tronul însă a eșuat în încercarea sa.
Sub conducerea lui Ranuccio I, ducatul a anexat teritoriile Colorno, Sala Baganza și Montechiarugolo. El a început o reînnoire culturală în orașul Parma, a sprijinit artele și a construit Teatrul Farnese cu 4.500 de scaune. Numeroase îmbunătățiri și monumente în Parma au fost construite la porunca lui Ranuccio I, inclusiv o revitalizare a Universității din Parma și extinderea finală a zidurilor orașului. Construcția Palazzo della Pilotta, palatul de la curte a familiei Farnese, a fost finalizată în 1620.
Ranuccio a fost succeedat de fiul său Odoardo, inițial sub regența fratelui său, Odoardo Farnese.

## Copii
La 7 mai 1600, Ranuccio s-a căsătorit cu Donna Margarita Aldobrandini, fiica lui Don Giovanni Francesco Aldobrandini, Prinț de Carpineto și a soției acestuia, Donna Olimpia Aldobrandini, Prințesă Campinelli. Cuplul a avut nouă copii:
- Alessandro Francesco Maria Farnese (8 august 1602), a murit la naștere
- Maria Farnese (5 septembrie 1603), a murit la naștere
- Alessandro Farnese (5 septembrie 1610), a murit la naștere
- Odoardo Farnese, Duce de Parma (28 aprilie 1612 – 11 septembrie 1646), căsătorit cu Margherita de' Medici; a avut copii
- Onorato Farnese (7 iulie 1613 – 28 februarie 1614), a murit în copilărie
- Maria Caterina Farnese (18 februarie 1615 – 25 iulie 1646), căsătorită cu Francesco I d'Este, Duce de Modena; a avut copii
- Maria Farnese  (29 aprilie 1618), a murit la naștere
- Vittoria Farnese  (29 aprilie 1618 – 10 august 1649), căsătorită cu Francesco I d'Este, Duce de Modena; a avut copii
- Francesco Maria Farnese  (19 august 1620 – 13 iulie 1647), Cardinal